# Hildeberto Pereira
Hildeberto Pereira (Lisboa, Portugal, 2 de marzo de 1996) es un futbolista portugués nacionalizado caboverdiano que juega de defensa en el Universitatea Cluj de la Liga I.

## Carrera
Iniciándose en la cantera del SL Benfica, Pereira debutó en el Benfica B el 15 de marzo de 2015 en una victoria fuera de casa en Farense (0-3) en Segunda Liga. Pereira también tomó parte en la victoria ante el Oporto B (0-3) el 17 de mayo de 2015.
El 22 de julio de 2016, Pereira firmó un contrato de cesión por una temporada con el club inglés Nottingham Forest para la temporada 2016-17. Anotó su primer gol para el club en una victoria 3-1 frente al Birmingham City el 14 de octubre de 2016. Pereira fue expulsado el 7 de noviembre de 2016 durante un empate 1-1 ante el Queens Park Rangers, siendo su tercera expulsión de la temporada después de las tarjetas rojas contra el Aston Villa el 11 de septiembre y en Blackburn Rovers el 18 de octubre. El entrenador del Nottingham, Philippe Montanier, estaba molesto por la poca preocupación de Pereira, que se perdería tres partidos por acumulación de tarjetas. Posteriormente sería confirmando por el club que sería multado por su comportamiento. Tras finalizar la cesión, regresó al Benfica donde fue traspasado, el 10 de julio de 2017, al Legia de Varsovia.
El 2 de enero de 2018 se unió al Northampton Town en préstamo hasta el final de la temporada 2017-18.
El 2 de agosto de 2018 el Vitória Setúbal anunció su fichaje para las siguientes tres temporadas. Allí estuvo dos años, marchándose en septiembre de 2020 al Kunshan F. C. chino.

## Clubes
| Club                      | País       | Año       |
| ------------------------- | ---------- | --------- |
| S. L. Benfica "B"         | Portugal   | 2015-2017 |
| → Nottingham Forest F. C. | Inglaterra | 2016-2017 |
| Legia de Varsovia         | Polonia    | 2017-2018 |
| → Northampton Town F. C.  | Inglaterra | 2018      |
| Vitória Setúbal           | Portugal   | 2018-2020 |
| Kunshan F. C.             | China      | 2020-2022 |
| Henan F. C.               | China      | 2023      |
| Portimonense S. C.        | Portugal   | 2024      |
| Universitatea Cluj        | Rumania    | 2024-     |